# Ilocos Norte
Ilocos Norte é um província de  primeira classe de renda da província (d) na região Região de Ilocos (Região I), nas Filipinas. De acordo com o censo de 1 de maio  de  2020 possui uma população de 609 588 pessoas e 152 972 domicílios.
A sua capital é Laoag e está localizada no canto noroeste da ilha de Luzon, na fronteira com Cagayan e Apayao ao leste e Abra e Ilocos do Sul ao sul. Ilocos Norte é banhada pelo Mar do Sul da China a oeste e pelo Estreito de Luzon ao norte.

## Subdivisões
Municípios
- Adams
- Bacarra
- Badoc
- Bangui
- Banna
- Burgos
- Carasi
- Currimao
- Dingras
- Dumalneg
- Marcos
- Nova Era
- Pagudpud
- Paoay
- Pasuquin
- Piddig
- Pinili
- San Nicolas
- Sarrat
- Solsona
- Vintar

Cidades
- Batac
- Laoag